# キア・K8
K8（ケイエイト）は、韓国のKIAが製造・販売する自動車（韓国車の準大型車クラス）である。

## 初代 (2021年 - )
2021年2月17日、韓国で発表（販売は同年4月8日）。従来販売されていたK7の後継車種として登場。最新のCIを与えられた最初の車種でもある。
エクステリアは従来からのアイデンティティである「タイガーノーズグリル」に加え、「自然」にインスパイアされたキアの最新デザイン哲学である「OPPOSITES UNITED」に基づいてデザインされている。また、車名の数字からもわかるとおり、K7の上級移行車種という位置付けとなっている。
傾斜のきついCピラーを持つファストバック風のデザインは穏やかな海を航行するヨットからインスピレーションを受けている。
インテリアにはキア車最大となる12.3インチのメーターパネルと12.3インチのインフォメーションシステムが備わり、いずれも有機EL湾曲ディスプレイによって構成される上、12インチのヘッドアップディスプレイまでも備える。また、オーディオシステムにはメリディアン・オーディオと共同開発した計14スピーカーから構成される「メリディアンプレミアムサウンド」を搭載する。
発表時は2.5L・GDiガソリンと3.5L・V6・GDiガソリン/LPGの計3ユニットに加え、1.6L・GDiターボ+モーターのハイブリッド（HEV）も用意される。
2024年8月、外装を中心にカーニバル同様、最新のデザインテーマに沿ったビッグマイナーチェンジを敢行。

## 車名
- 「K」は起亜自動車(KIA)、大韓民国(KOREA)、“強さ”や“支配”を意味するギリシャ語の「Kratos」,そしてダイナミックな躍動性を意味する英語の「Kinetic」のそれぞれの頭文字、「8」は車格を意味する（前身車種であるK7と上級車種であるK9の中間）。